# Divisionsartilleriegruppe

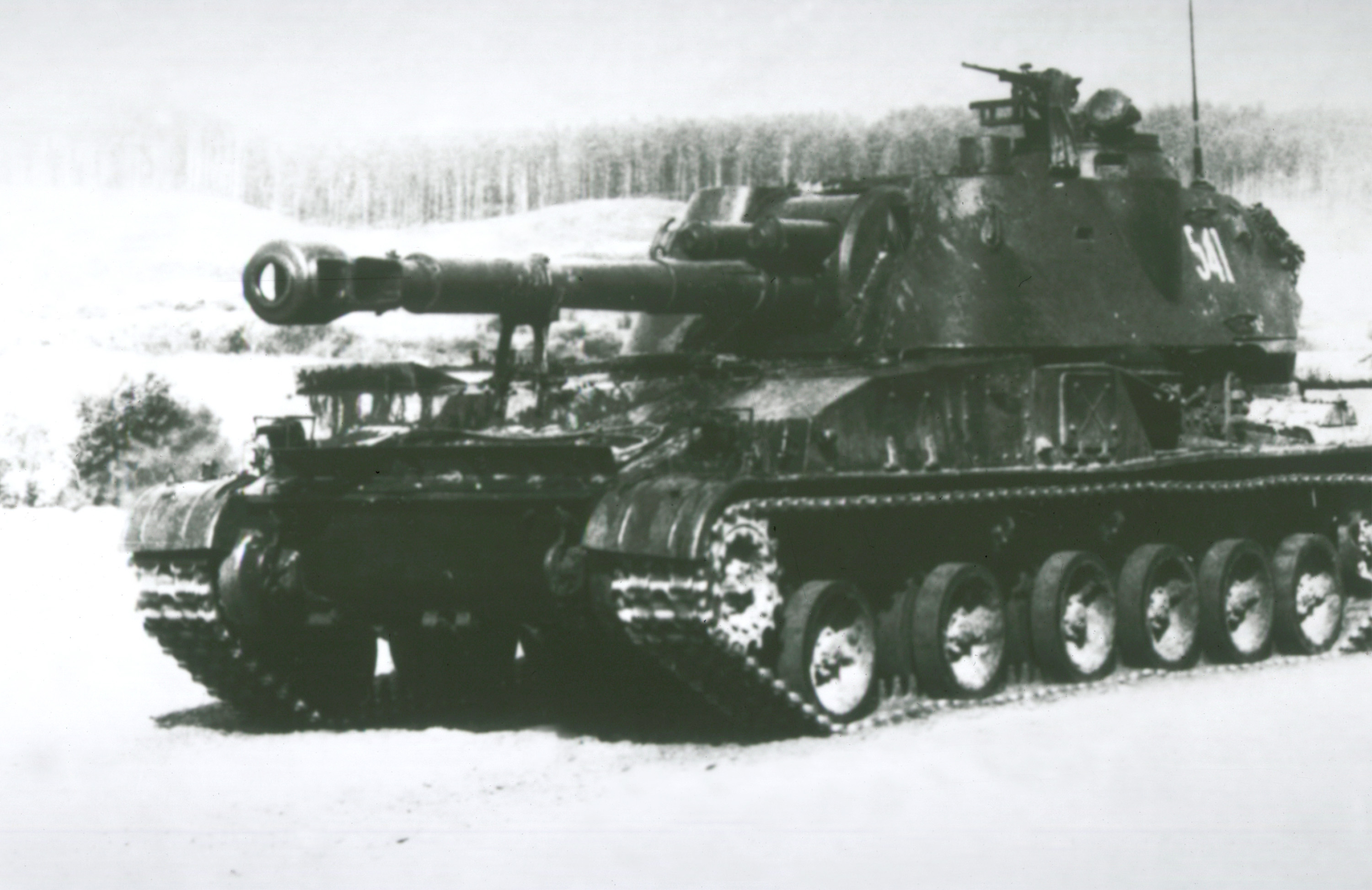
Die mit der 152-mm-Selbstfahrlafette 2S3 ausgerüsteten Artillerieabteilungen des Artillerieregimentes der Division bildeten in vielen Fällen den Kern der Divisionsartilleriegruppe

Die Divisionsartilleriegruppe (дивизионная артиллерийская группа), abgekürzt DAG, ist ein Element der Gefechtsgliederung einer motorisierten Schützen- bzw. Panzerdivision. Sie fasst Artillerieeinheiten- und Truppenteile, die im Interesse einer Division handeln, für die Dauer des Gefechts unter einheitlicher Führung zusammen. Die Bildung von Divisionsartilleriegruppen war bzw. ist in der Sowjetarmee und in nach sowjetischem Vorbild organisierten Streitkräften üblich.
Zu einer motorisierten Schützen- bzw. Panzerdivision der Sowjetarmee gehörten ein Artillerieregiment mit drei bzw. fünf Artillerieabteilungen und eine Geschosswerferabteilung. Diese Kräfte konnten durch Artillerie des übergeordneten Großverbandes verstärkt werden, bei der Division dem Korps.
Grundsätzlich wurden die Panzerartillerieabteilungen den der Division unterstellen Kampftruppenregimentern zur unmittelbaren Feuerunterstützung unterstellt. Die Gefechtsgliederung der Division entsprach daher im Regelfall nicht der Grundgliederung. Durch die Zusammenfassung der Artillerieeinheiten- und Truppenteile sollte eine einheitliche Führung der Artillerie und das Handeln im Schwerpunkt der Division erreicht werden. Geführt wird die Divisionsartilleriegruppe vom Kommandeur und Stab des Artillerietruppenteils, das die Basis der Gruppe bildet.
Aufgaben der Divisionsartilleriegruppe sind die Bekämpfung von Kernwaffeneinsatzmitteln, Artillerie, Führungsstellen und funkelektronischen Mitteln des Gegners. Eine weitere Aufgabe ist die Verstärkung des Feuers der Regimentsartilleriegruppen in der Hauptrichtung der Handlungen der Division. Ein Teil der Artillerieabteilungen der Gruppe kann zeitweise auch den motorisierten Schützen- und Panzerregimentern der ersten Staffel unterstellt werden.
Die Gefechtsordnung der Divisionsartilleriegruppe besteht aus der Beobachtungsstelle (B-Stelle) der Gruppe und den Gefechtsordnungen der zur Gruppe gehörenden Truppenteile und Einheiten. Im beweglichen Gefecht wird die Divisionsartilleriegruppe abteilungsweise so verlegt, dass ihr größter Teil ständig feuerbereit bleibt. 